# E662 (trasa europejska)
E662 – trasa europejska łącznikowa (kategorii B), biegnąca przez północną Serbię (Baczkę i północno-wschodnią Chorwację (Slawonię). 
E662 zaczyna się w Suboticy, gdzie odbija od trasy europejskiej E75. W Serbii E662 biegnie szlakami dróg krajowych: 
- nr 17-1 do Sombora,
- nr 18 do przejścia granicznego Bogojevo - Erdut (most na Dunaju.

Na terenie Chorwacji E662 biegnie szlakiem drogi krajowej nr 213 do Osijeku, gdzie łączy się z trasą E73. 
Ogólna długość trasy E662 wynosi około 130 km, z tego 95 km w Serbii i 35 km w Chorwacji. 